# Южнонемецкие диалекты

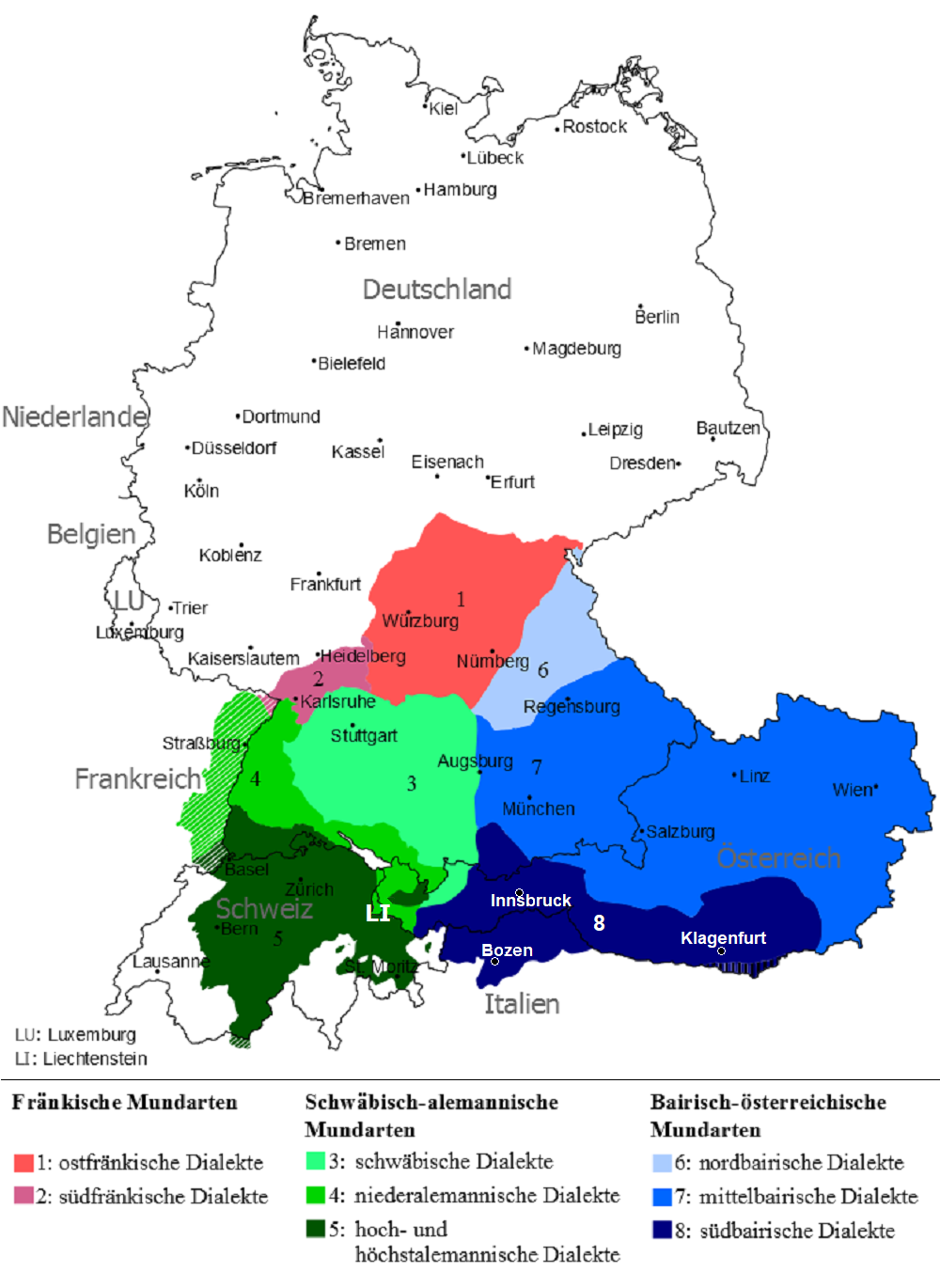
Современные верхненемецкие диалекты

Южнонеме́цкие диале́кты (нем. Oberdeutsch) — крупная диалектная группа верхненемецкого кластера (нем. Hochdeutsch) западногерманских языков, на которой разговаривают в южной части немецкоязычного языкового пространства.
Южнонемецкие диалекты отличаются от средненемецких тем, что в них более последовательно осуществилось второе (верхненемецкое) передвижение согласных. Эти диалекты образуют диалектный континуум. В этом смысле к южнонемецким диалектам относятся алеманнский и баварский диалект. Рудногорская и южнонемецкие франкские (восточнофранкские и южнофранкские диалекты) диалектные группы находятся в переходной зоне между южно- и средненемецким диалектами (Майнская линия). Первые чаще причисляют к средненемецким диалектам, вторые — к южнонемецким. Вымерший лангобардский язык, возможно, входит в число южнонемецких диалектов, так как в нём полностью завершилось верхненемецкое передвижение согласных. По этому же признаку к южнонемецким близок цимбрский язык.